# RPG Maker Fes
RPG Maker Fes (RPG Tsukuru Fes) est une déclinaison du logiciel RPG Maker développé par Jupiter et sorti en 2016 sur Nintendo 3DS.
Il permet au joueur de créer ses propres RPG.

## Système de jeu
RPG Maker Fes utilise l'écran tactile de la console pour créer un jeu et les boutons pour y jouer.

## Accueil
- Jeuxvideo.com : 12/20[1]